# Martial Joseph Ahipeaud
 (décembre 2015).
Si vous disposez d'ouvrages ou d'articles de référence ou si vous connaissez des sites web de qualité traitant du thème abordé ici, merci de compléter l'article en donnant les références utiles à sa vérifiabilité et en les liant à la section « Notes et références ».
Martial Joseph Ahipeaud est un homme politique ivoirien né le 29 juin 1966 à Lakota.

## Biographie
Membre fondateur de la Fédération estudiantine et scolaire de Côte d'Ivoire en 1990 (FESCI) - dont il est le 1er secrétaire général,, il est le président de l'Union pour le développement et les libertés (UDL) depuis 2007. Consultant en relations et intermédiations internationales, Martial Ahipeaud est enseignant à l'université. Il est conseiller de Robert Guéï de mars à novembre 2000,.
Marié et père de 4 enfants, il est titulaire d'un doctorat de l'École des études orientales et africaines de l'université de Londres. Sa thèse a porté sur L'idéologie des élites ivoiriennes : presse et politique de 1944 à 1999.
En 2007, Martial Ahipeaud fonde un parti politique, l'Union pour le développement et les libertés (UDL). Le parti a inauguré son siège à Cocody le 6 octobre 2007 dans l'immeuble Sogefiha.
Martial Ahipeaud prône une « troisième voie »[réf. nécessaire] et décrit son parti comme « centriste de gauche ».
En décembre 2008, Martial Ahipeaud annonce sa candidature à la prochaine élection présidentielle (dont la date n'est alors pas fixée).
En avril 2014, Martial Ahipeau se déclare candidat à l'élection présidentielle de 2015. Sa candidature est refusée par le Conseil constitutionnel.
En septembre 2021, Martial Ahipeaud annonce rejoindre le PDCI. Le PDCI souhaitait que Martial Ahipeaud soit candidat à l'élection législative dans la circonscription de Goudouko et Niambezaria, dans le département de Lakota, région de Lôh-Djiboua.